# Hyundai Stellar
La Hyundai Stellar è un'autovettura berlina 4 porte di segmento D prodotta dalla casa automobilistica coreana Hyundai Motor Company dal 1983 al 1991. La Stellar nasce come erede del modello Cortina prodotto su licenza Ford in Corea del Sud e venduto dal marchio Hyundai sul mercato locale.

## Il contesto
La Stellar è stata l'ultima berlina della gamma Hyundai ad essere prodotta sfruttando una meccanica a trazione posteriore di derivazione Ford, già utilizzata in passato dalla Hyundai con il modello Cortina. Il pianale utilizza una geometria di sospensioni all'avantreno a ruote indipendenti con schema a quadrilateri alti deformati che garantisce una maggiore precisione di guida e al tempo stesso una maggiore stabilità della vettura soprattutto in curva. Al posteriore invece un ponte torcente con braccio longitudinale e barra Panhard trasversale. L'impianto frenante sfrutta dei dischi autoventilati all'anteriore e tamburi posteriori con ammortizzatori idraulici e servofreno a depressione.

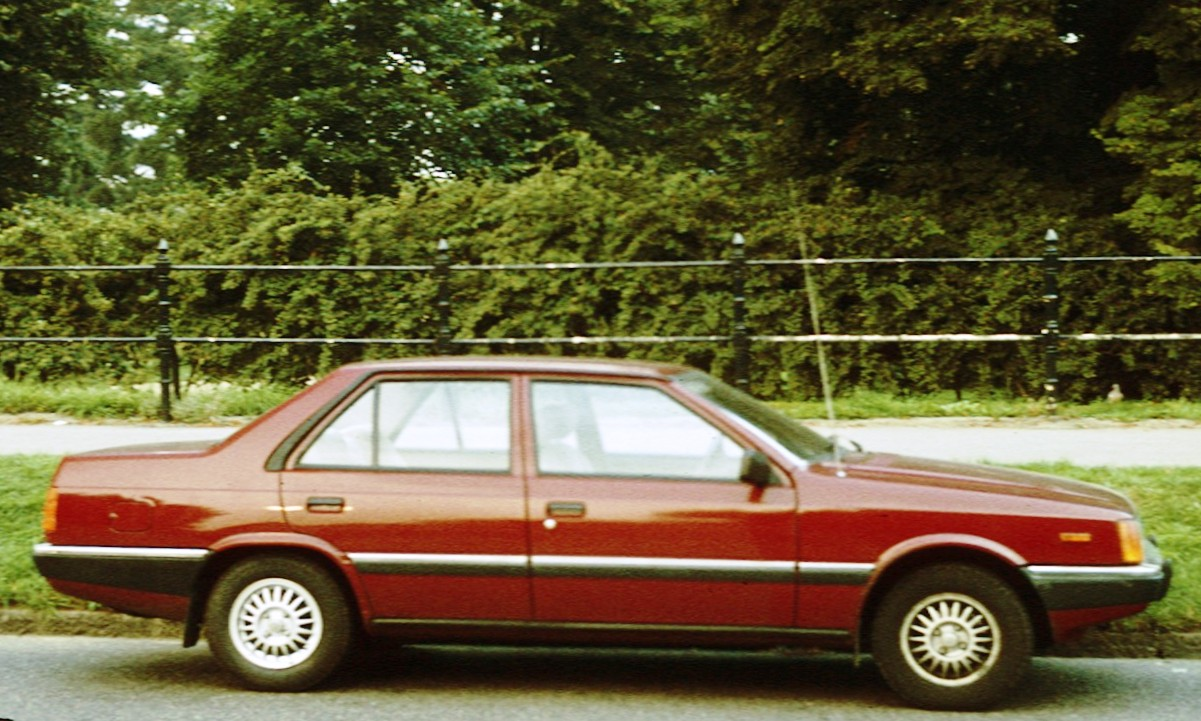
Il profilo di una Stellar 1.6

Il design è opera di Giorgetto Giugiaro per il centro stile Italdesign; uno stile semplice e spigoloso caratterizzato da un'ampia calandra frontale che sulle versioni di punta era completamente cromata. Gli interni disponevano di rifiniture discrete e una qualità delle plastiche non molto elevata, di conseguenza il prezzo dell'autovettura rispetto alla concorrenza era inferiore. I modelli di punta disponevano di numerosi profili cromati esterni.
La Stellar venne prodotta fino al 1991, ma già dal 1987 non venne più venduta in Nord America, sostituita dalla Sonata. In Europa e Asia i due modelli hanno vissuto in simbiosi poiché la Sonica, sua erede, disponeva di un telaio a trazione anteriore che penalizzava fortemente le doti stradali e le prestazioni e la Hyundai decise di non privarsi della Stellar fino a quando le richieste non scendevano al di sotto delle previsioni.

## Motorizzazioni

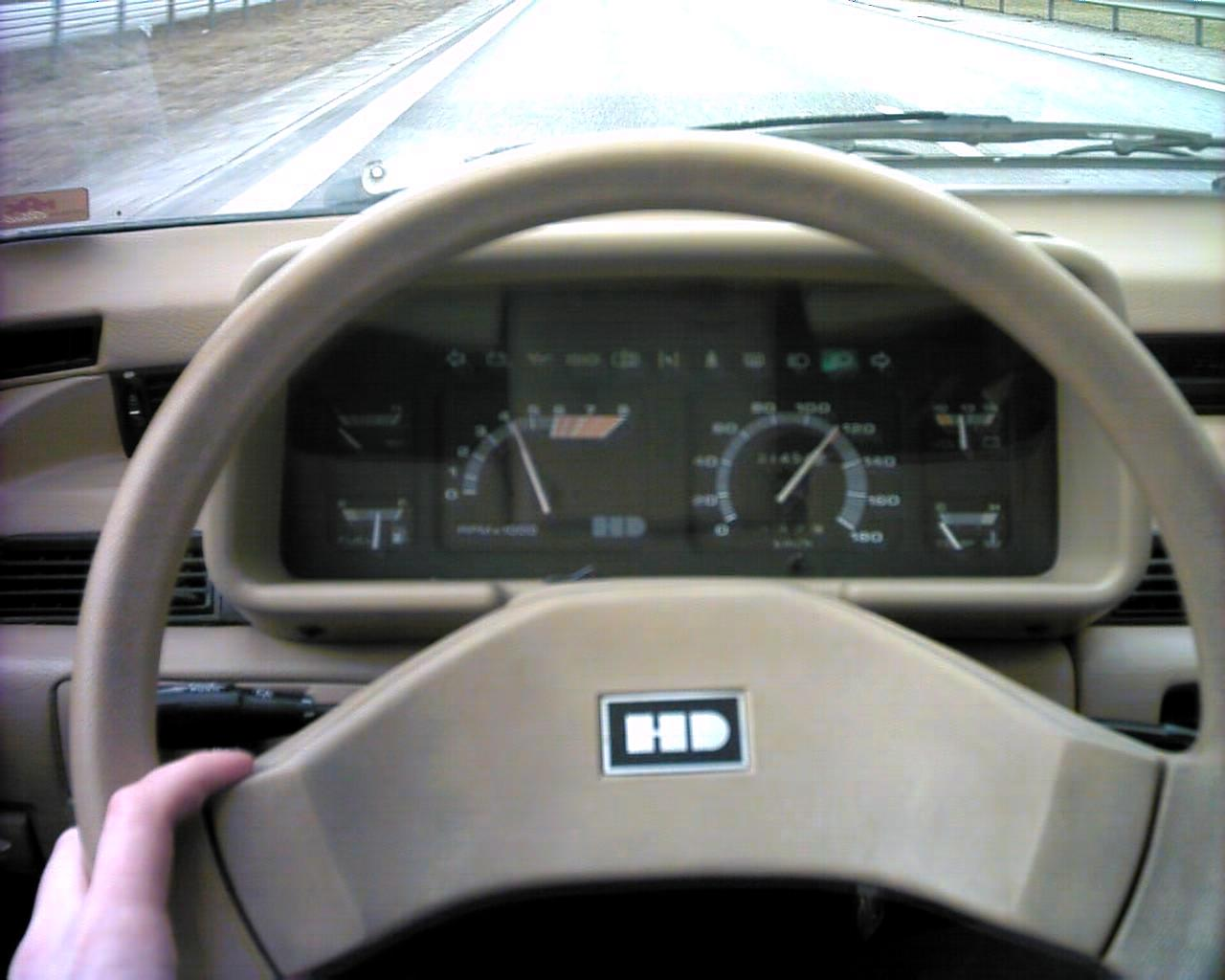
Il quadro strumenti della Stellar

Il motore e le varie trasmissioni utilizzate dalla Stellar erano di derivazione Mitsubishi: tre i propulsori alimentati a benzina, facenti parte della famiglia motoristica Mitsubishi Sirius, e disponibili nella cubature da 1,4, 1,6 e 2,0 litri. Le versioni con motori di maggiori cilindrata (1.6 e 2.0) restanti hanno riscosso un discreto successo commerciale, soprattutto nelle varianti equipaggiate col cambio manuale.
Il 1.6 cm³ con 4 cilindri e distribuzione a 2 valvole per cilindro disponeva di 75 cavalli a 5.500 giri/min ed era abbinato ad un cambio manuale Mitsubishi KM-119 a 5 rapporti. La coppia massima era di 120,5 N m erogati a 3.500 giri/min mentre le prestazioni dichiarate erano di una velocità massima pari a 170 km/h con uno scatto da 0 a 1 km registrato in 38,0 secondi.
Il motore 2.0 cm³, sempre a 4 cilindri e distribuzione a 2 valvole per cilindro, invece erogava 83 cavalli a 5.500 giri/min per una coppia massima di 137,6 N·m a 3.450 giri/min. Il cambio era il classico manuale a 5 rapporti già utilizzato per il 1.6 mentre tra gli optional era disponibile un automatico a 4 rapporti sviluppato dalla Borg-Warner che disponeva in un primo momento di soli 3 rapporti mentre in seguito ad un lieve restyling estetico è stata aggiunta la quarta marcia. La velocità massima era pari a 180 km/h con uno scatto da 0 a 1 km in 36,5 secondi.
Propulsori per il mercato europeo
| Modello      | Disponibilità | Motore                       | Cilindrata | Potenzacm³                     | Coppia max                 | Accelerazione sul km da fermo | Velocità max (Km/h) | Consumo medio (Km/l) |
| 1.4 8V       | dal debutto   | 4 cilindri in linea, Benzina | 1.439      | 50 kW (68 CV) a 6.300 giri/min | 122,6 N·m a 4.000 giri/min |                               | 155                 |                      |
| 1.6i 8V      | dal debutto   | 4 cilindri in linea, Benzina | 1.597      | 55 kW (75 CV) a 5.500 giri/min | 120,5 N·m a 3.500 giri/min | 38,0 sec                      | 170                 | 10,6                 |
| 2.0i 8V      | dal debutto   | 4 cilindri in linea, Benzina | 1.997      | 61 kW (83 CV) a 5.500 giri/min | 137,6 N·m a 3.450 giri/min | 36,5 sec                      | 180                 | 9,0                  |
| 2.0i 8V auto | dal debutto   | 4 cilindri in linea, Benzina | 1.997      | 61 kW (83 CV) a 5.500 giri/min | 137,6 N·m a 3.450 giri/min | 36,5 sec                      | 180                 | 8,8                  |